# 船医

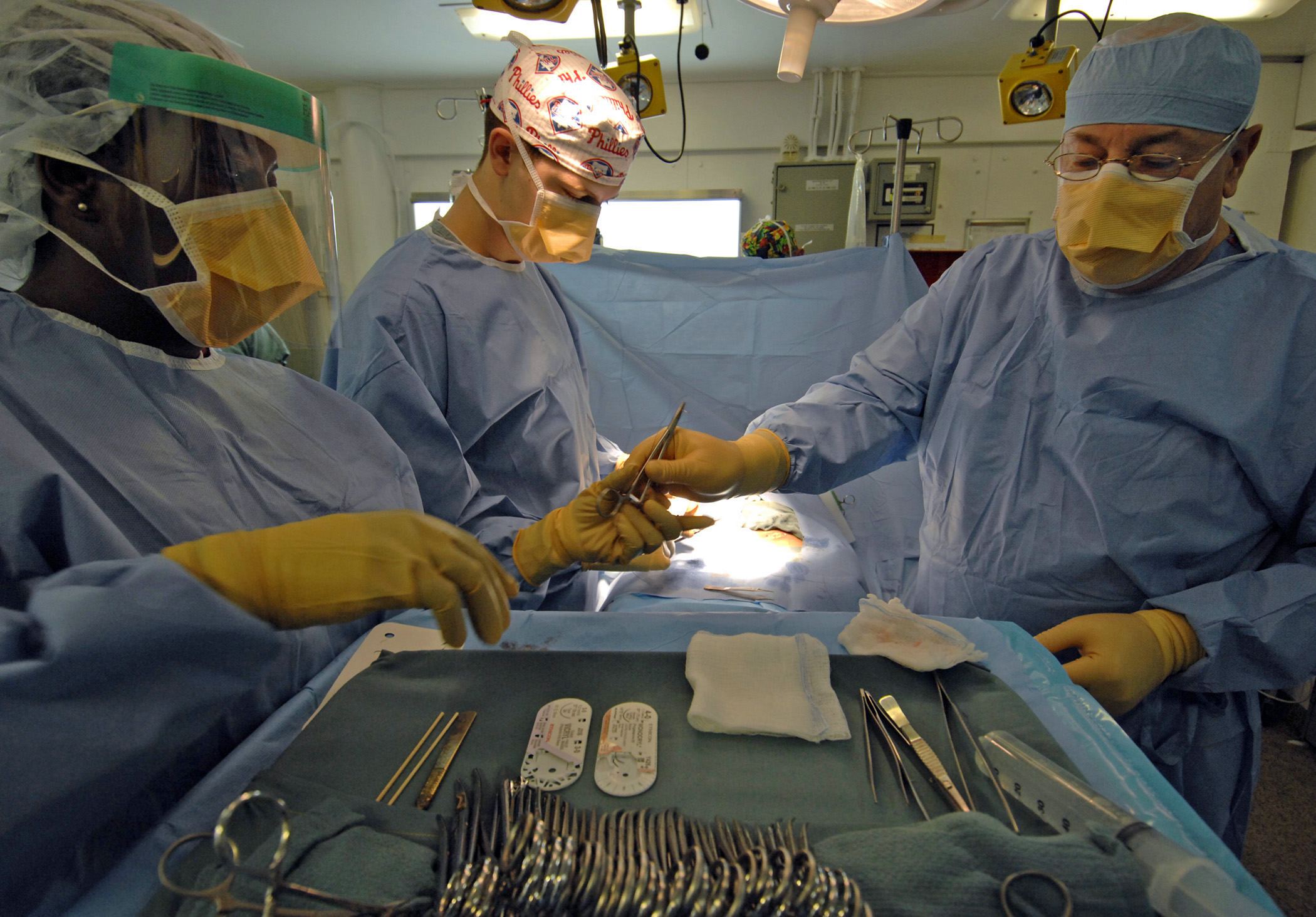
杜鲁门号航空母舰上正在进行疝气手术的船医，拍摄于2007年

船医，指在船上工作的医务人员，负责船上医疗保健、卫生防疫、传染病防治等工作。根据《海事劳工公约》，船上载有100人以上且航程超过3天的船舶必须配备船医。对船医的配置要求和资质要求在不同地区的法律规定中各有不同。

## 各国船医
欧洲古典时代便已经存在类似船医的职位，例如在罗马海军中，每200名船员便会设置一名“duplicarius”，通常由领双倍工资的退伍军人担任，其主要任务是检查桨手的身体素质，并在海战中为伤兵取出箭头；在2世纪哈德良皇帝在任期间的罗马海军中每艘三列槳座戰船上都配备一名领双倍工资的船医。
在欧洲商船上，船医直到中世纪也并不常见，工作事故中发生的骨折、瘀伤和脱臼有时由船长亲自处理。在大航海时代，海洋医学有了长足的发展，但以船医身份出海的通常仍不是专业内科医生，而是外科理发师，协助他们的则通常是船上厨师或半熟练的助理。

### 英美
在英美等英语国家，船医一般被称为“naval surgeon”（可以翻译为“海军军医”），该称谓常被用于称呼大航海时代的英国皇家海军医务人员；同时船医也可被称为“ship's doctor”，不过该称谓使用的较少。在大航海时代，英军军舰上会配置有训练有素的医务人员，他们一般在上船之前便接受了相关的培训，通称被称为“军医”（surgeon）。海军委员会通过在医疗理发师公司（Barber-Surgeons' Company）进行的考试授予船医资质，该公司对海军委员会下属的伤病员委员会负责:101。船医须要将航行中所施行的医疗方法和手段进行记录，并在航行结束后将记录交给医疗理发师公司和格林威治医院:320。当时海军医务人员与陆上的医生一样，并不需要拥有医学学位，通常出身学徒制培训:101。在1814年，英国皇家海军为13万海军配备了14名内科医生、850名外科医生和500名初级外科医生。船医的薪资待遇非常好，1815年经验6年内的船医每月起薪为14英镑，而20年经验的船医起薪达25硬币4先令:304。

### 德国

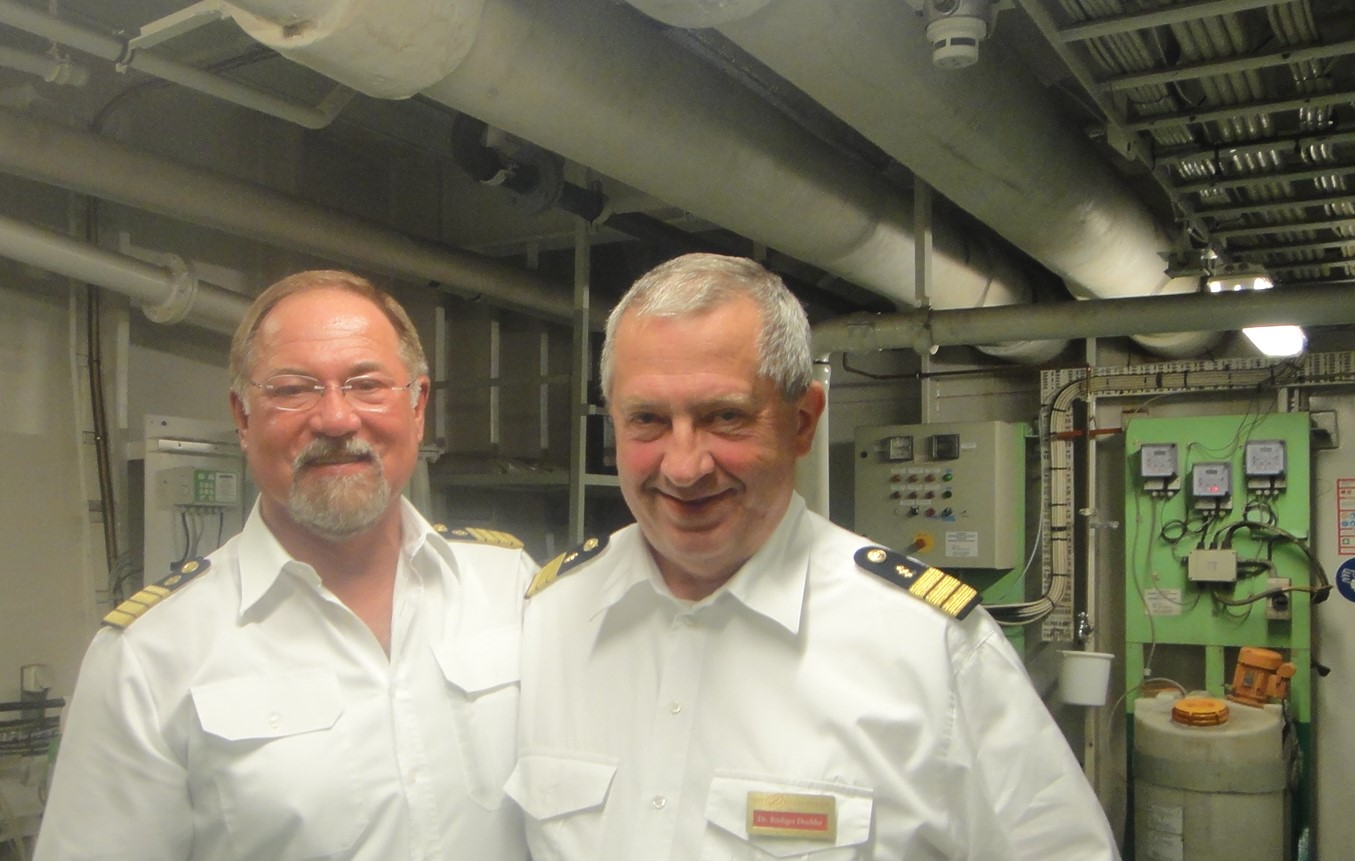
德国轮机员（左）和船医（右）

在德国，船医被称为，

### 俄罗斯
在俄罗斯，船医被称为，直接向船长负责。18世纪初，俄罗斯海军中引入这一职位。莫斯科医院自1707年起开始接受船医培训。苏联时期，列宁格勒海军医学院于1940年至1956年间负责培训船医，该机构解散后，基洛夫军事医学院负责培养民用和军用船医至今。

### 中国大陆
根据中华人民共和国交通部1990年3月2日颁布，1990年4月1日施行的《船医管理办法》：船医由具有中等卫生专业学校毕业以上的学历或取得医士以上卫生专业技术职务的医务人员担任，向船长和客运主任负责。远洋客船应设船医、护士各一名，远洋货船、远洋油船，沿海客船、流动性大的大型施工船、救助船，内河800客位以上单航次超过24小时的客船，以及旅游船应设船医一名。船医因故未随船工作时应由后备船医接替，远洋和沿海航运单位后备船医应按船医数量的40%至50%配备；内河航运单位的后备船医按30%至35%配备。
中国人民解放军海军的船医称“舰艇军医”，另设有卫生助理员配合其工作。根据1973年首次颁发，至2021年5次修订的《中国人民解放军海军舰艇条令》，舰艇军医接受舰首长和上级卫勤部门领导，负责全舰卫生防病、门诊医疗和战伤救护工作。